# Gonolobus incerianus
Gonolobus incerianus là một loài thực vật có hoa trong họ La bố ma. Loài này được W.D.Stevens & Montiel mô tả khoa học đầu tiên năm 2004.